# Barbara Morrison

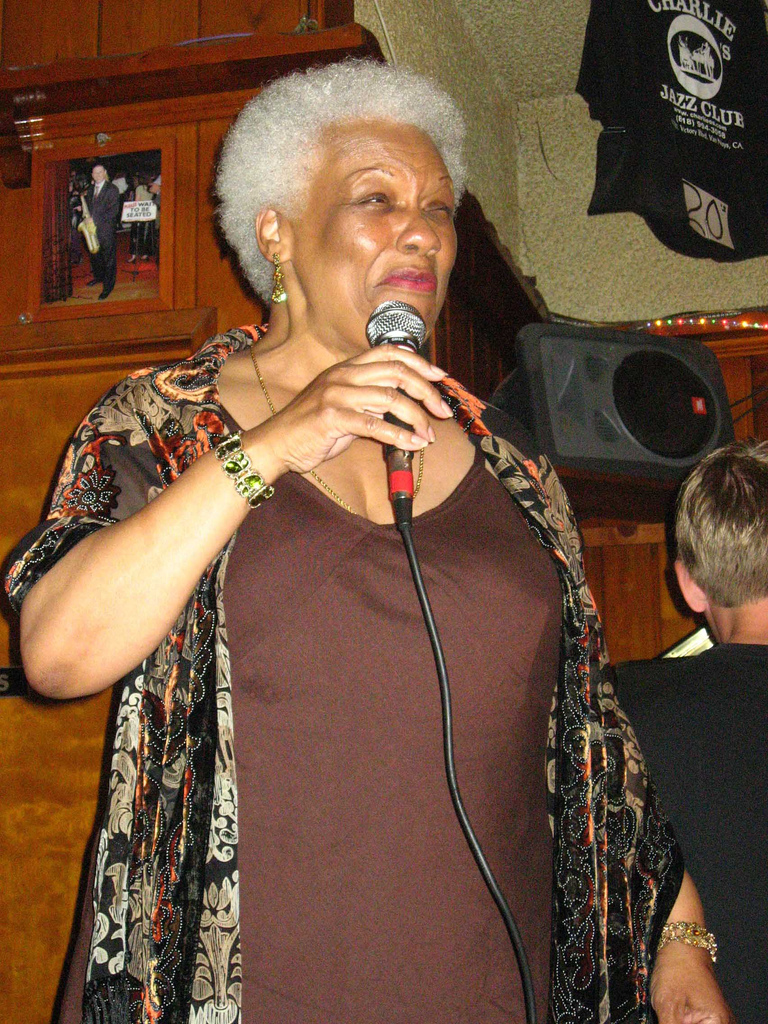
Barbara Morrison.
Foto: Sarah Diaz (2007)

Barbara Morrison (* 10. September 1949 in Ypsilanti, Michigan; † 16. März 2022 in Los Angeles) war eine US-amerikanische Blues-, Rhythm-and-Blues- und Jazzsängerin.

## Leben
Morrison wuchs in einer Vorstadt von Detroit auf; ihr Vater war Doo-Wop-Sänger. 1973 zog sie nach Los Angeles, wo sie bei Eddie Cleanhead Vinson und in der Johnny Otis Show arbeitete. Mit Otis entstand die Single Hey Boy! I Want Ya’ / Nigger, Please!. Seitdem wirkte sie an 20 Alben unter eigenem Namen und als Gastvokalistin mit; 1992 erschien ihr Debütalbum Doin' Alright. Sie konzertierte u. a. auf Festivals in Montreux, Monterey, Long Beach, dem North Sea Jazz Festival und in der Carnegie Hall sowie in Europa, vor allem aber in der südkalifornischen Clubszene. Sie trat u. a. mit Ray Charles, Dizzy Gillespie, Kenny Burrell, Jimmy Smith, Dr. John, dem Count Basie Orchestra, Lafayette Harris, Terry Gibbs, der Thilo Berg Bigband und der Doc Severinsen Big Band auf. 1999 erhielt sie den Monterey Bay Blues Festival Award.